# مزرعه لیوه
مزرعه لیوه یکی از روستاهای استان آذربایجان شرقی است که در دهستان شورکات جنوبی بخش ایلخچی شهرستان اسکو واقع شده‌است.این روستا ۳۷ نفر جمعیت دارد.